# Pecorone

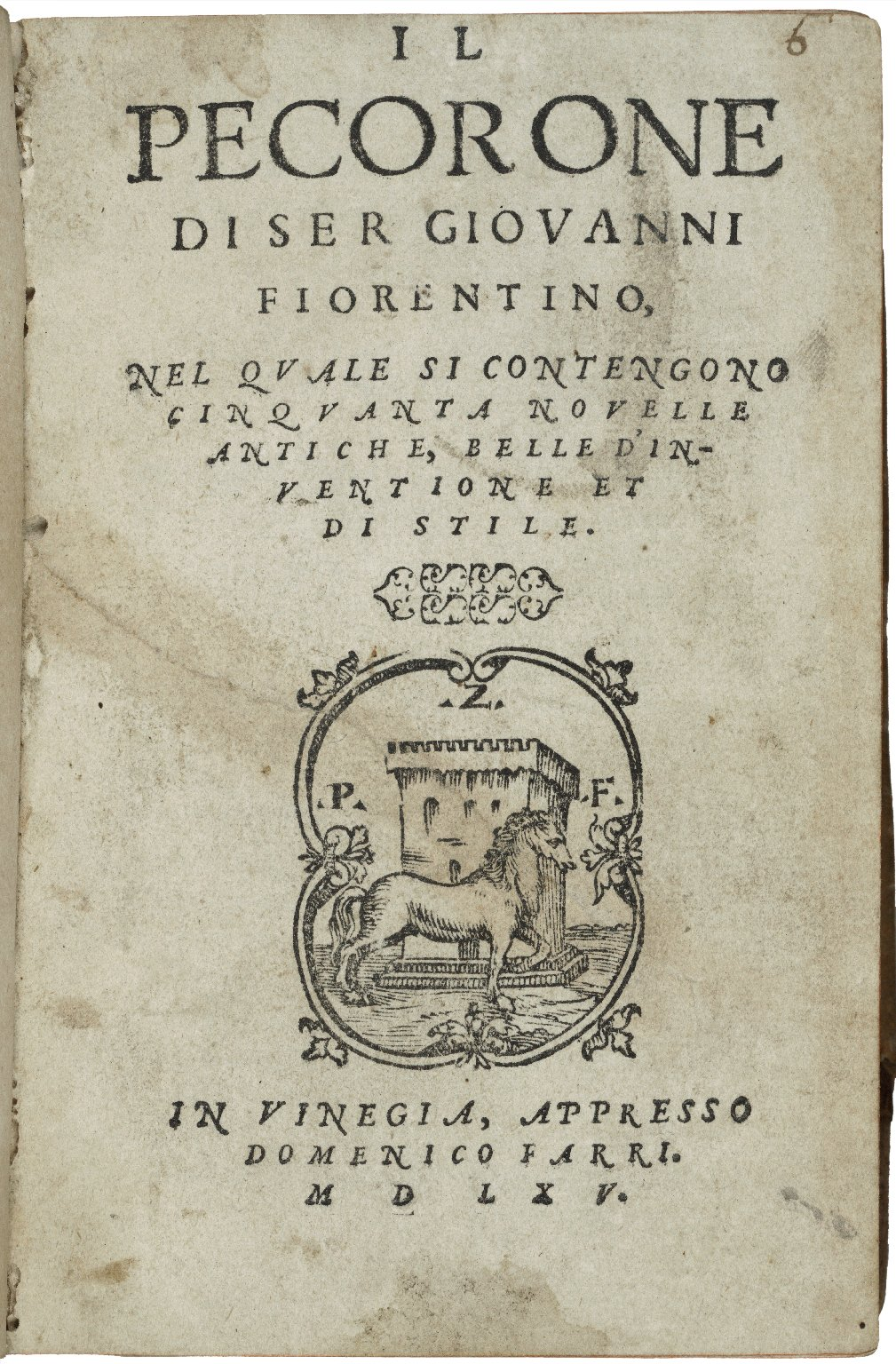
Il Pecorone

Il Pecorone ist eine italienische Novellensammlung des Trecento. Das Werk wurde verfasst von Ser Giovanni Fiorentino, der es seiner eigenen Angabe im Vorwort zufolge im Jahre 1378 begonnen hat. 1554 erschien es erstmals gedruckt.
Der Pecorone enthält fünfzig Novellen unterschiedlicher Länge, die teils auf realen historischen Ereignissen der Zeit basieren, und nach dem Vorbild von Boccaccios Decamerone durch eine Rahmenhandlung locker verbunden sind.
In dieser Rahmenhandlung wird erzählt, dass ein junger Florentiner Edelmann namens Auretto (der Name ist ein sehr offensichtliches Anagramm von autore, d. h. „Verfasser“) in heftiger Liebe zu Saturnina, einer Nonne aus dem Konvent von Forli, entbrannt ist. Um sich Zutritt zu der Gemeinschaft zu verschaffen, gibt er sich als Kleriker desselben Ordens aus, und wird bald darauf zum Kaplan des Klosters bestellt. Die Ausübung dieses Amtes gestattet es ihm, Saturnina regelmäßig allein zu treffen. Um sich die Zeit auf unschuldige Weise zu vertreiben, beschließen die zwei, bei jeder dieser Zusammenkünfte einander im Wechsel je eine novella zu erzählen.
Obgleich Giovanni Fiorentino weder in der kunstvollen Verknüpfung der einzelnen Erzählungen untereinander, noch in der sprachlichen Eleganz an sein Vorbild Boccaccio heranreicht, gehört sein Werk zu den bedeutendsten Zeugnissen der italienischen Novellistik.
Besondere Berühmtheit hat die erste Novelle des vierten Tages erlangt, die dann Shakespeares Stück  „Der Kaufmann von Venedig“ zur Vorlage diente, und selbst auf eine Erzählung zurückgeht, die sich im Dolopathos findet. Darin taucht das Motiv des verpfändeten Pfund Fleisches auf, das ein venezianischer Kaufmann, Messer Ansaldo, einem in der Novelle als Jude von Mestri bezeichneten Wucherer zur Besicherung eines Darlehens über zehntausend Dukaten verspricht.